# Lola Sánchez
María Dolores Lola Sánchez Caldentey (ur. 17 marca 1978 w Walencji) – hiszpańska polityk, deputowana do Parlamentu Europejskiego VIII kadencji.

## Życiorys
Absolwentka nauk politycznych. Prowadziła własną działalność gospodarczą, później bezrobotna. Zaangażowała się w działalność nowo utworzonej lewicowej partii Podemos w Kartagenie. W 2014 wystartowała w wyborach europejskich z czwartego miejsca na liście tego ugrupowania, uzyskując mandat eurodeputowanej VIII kadencji.